# Oktyabrsky (huyện của tỉnh tự trị Do Thái)
Huyện Oktyabrsky (tiếng Nga: Октябрьский райо́н) là một huyện hành chính tự quản (raion), của Tỉnh tự trị Do Thái, Nga. Huyện có diện tích 6367 km², dân số thời điểm năm 2010 là 11354 người. Trung tâm của huyện đóng ở Amurzet.